# Partido Verde Ecologista de México
Die Partido Verde Ecologista de México (Grüne Ökologische Partei Mexikos – PVEM) ist eine mexikanische Partei, die sich hauptsächlich für Umweltschutz einsetzt. Sie wurde 1993 gegründet und ist Mitglied der Global Greens. Parteiführerin ist Karen Castrejón Trujillo.

## Programm
Anders als die meisten Umweltparteien vertritt die grüne Partei Mexikos innenpolitisch einen Law-and-Order-Kurs. Unter anderem fordert sie die Wiedereinführung der Todesstrafe.

## Wahlen

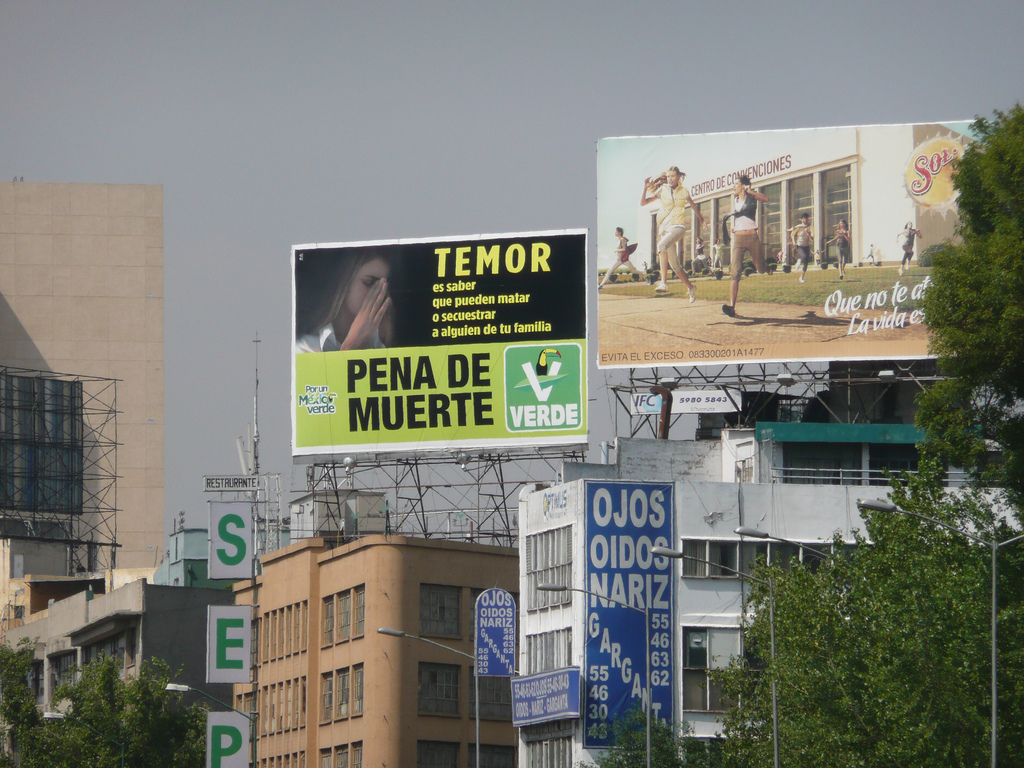
Wahlwerbung der Grünen für die Todesstrafe

Die Partei trat gemeinsam mit der PRI als Compromiso por México bei der Präsidentschaftswahl 2012 an. Die beiden Parteien erhielten zusammen 38,15 Prozent der Stimmen.
Mit Manuel Velasco Coello stellte die PVEM von 2012 bis 2018 den Gouverneur des Bundesstaates Chiapas.
Bei der Parlamentswahl in Mexiko 2015 wurden 7,06 Prozent der Stimmen erreicht. Bei den Präsidentschaftswahlen 2018 schloss sie sich der Koalition „Alle für Mexiko“ (Todos por México) mit der konservativen PRI und der wirtschaftsliberalen Nueva Alianza zusammen. Der gemeinsame Kandidat José Antonio Meade Kuribreña erreichte mit 16,43 Prozent der Stimmen Platz 3.
2021 unterstützte die Partei die Koalition der linken Arbeiterpartei und der sozialdemokratischen Movimiento Regeneración Nacional von Präsident Andrés Manuel López Obrador.